# Borcuchy (powiat ostrowiecki)
Borcuchy – wieś w Polsce położona w województwie świętokrzyskim, w powiecie ostrowieckim, w gminie Bałtów.
W latach 1975–1998 miejscowość administracyjnie należała do województwa kieleckiego.
Wierni Kościoła rzymskokatolickiego należą do parafii św. Zygmunta w Siennie.

## Historia
W wieku XIX Borcuchy – wieś w powiecie iłżeckim w gminie Pętkowice, parafii Sienno,posiadało  16 domów., 122 mieszkańców., 125 morg .